# Almoster (Santarém)
Almoster es una freguesia portuguesa del concelho de Santarén, con 40,84 km² de superficie y 1.827 habitantes (2001). Su densidad de población es de 44,7 hab/km².